# История Сербской православной церкви

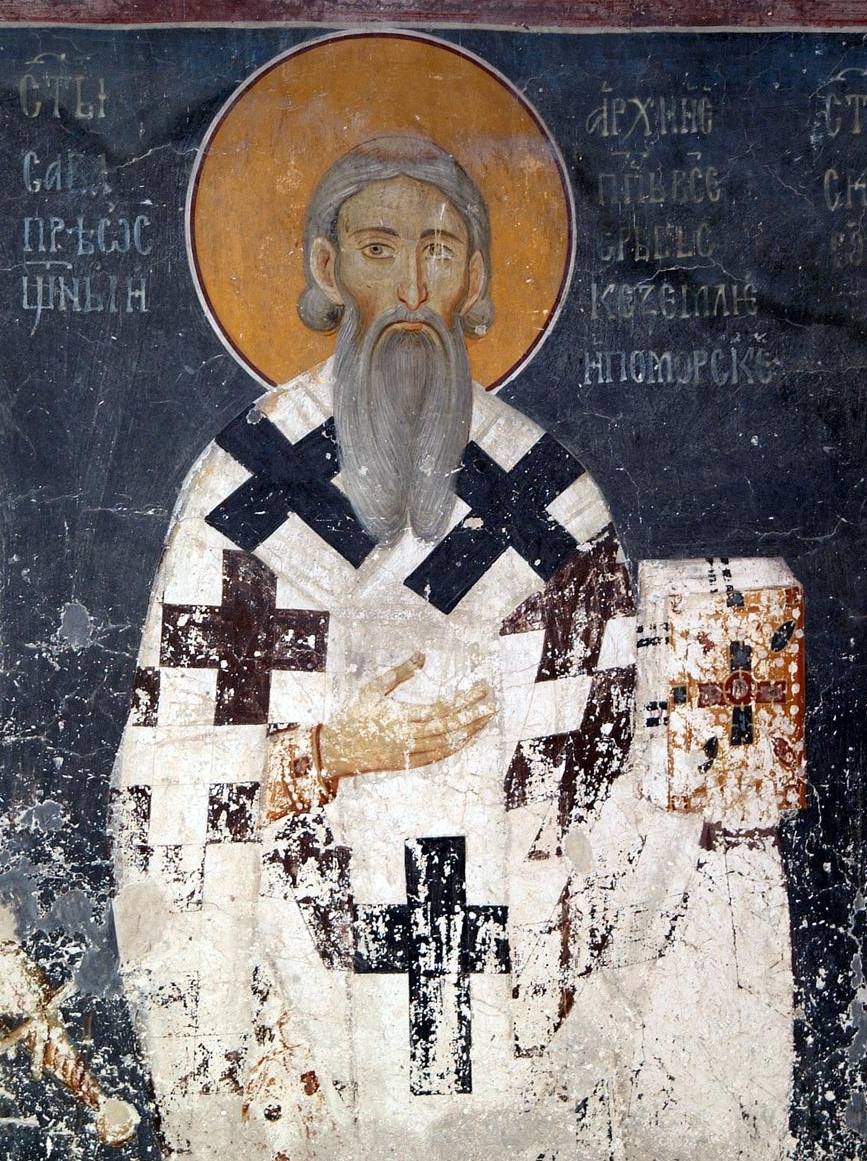
Первый сербский архиепископ святой Савва, основатель Жичкого архиепископства (1219)

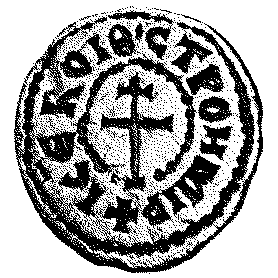
Печать сербского князя Строимира IX века с изображением креста: вещественное свидетельство крещения сербов

История Сербской православной Церкви включает в себя историю православия среди сербов и историю Сербской православной церкви как поместной церкви на сербских землях. История православия на сербских землях начинается с крещения сербов, которое осуществлялось с VII по X века, продолжается созданием и развитием сербских церковных учреждений, находившихся в то время под юрисдикцией Охридского архиепископства. Самое значительное изменение в истории Сербской православной церкви произошло в 1219 году, когда православная церковь в Сербии стала автокефальной и с тех пор организована как поместная сербская архиепископия, возглавляемая независимым архиепископом. После провозглашения Сербского царства её 1346 году возвысили до уровня патриархата (Печский патриархат). Однако его престол после 1463 года оставался вакантным следующие полвека. Патриархат был восстановлен только в 1557 году.
В период турецкого правления обновлённый Печский патриархат играл ключевую роль в борьбе за выживание сербского народа. Он был упразднён в 1766 году константинопольскими фанариотами. Тем временем на сербской территории под властью Габсбургской монархии была создана самоуправляемая Карловацкая митрополия, которая в 1848 году была возвышена до уровня Карловацкого патриархата с резиденцией в городе Сремски-Карловци. Современная православная церковь в Сербии была создана в 1831 году. В 1879 году ей было предоставлено самоуправление, как автономной Белградской митрополии, которая через несколько лет приобрела и автокефалию.

## Крещение сербов

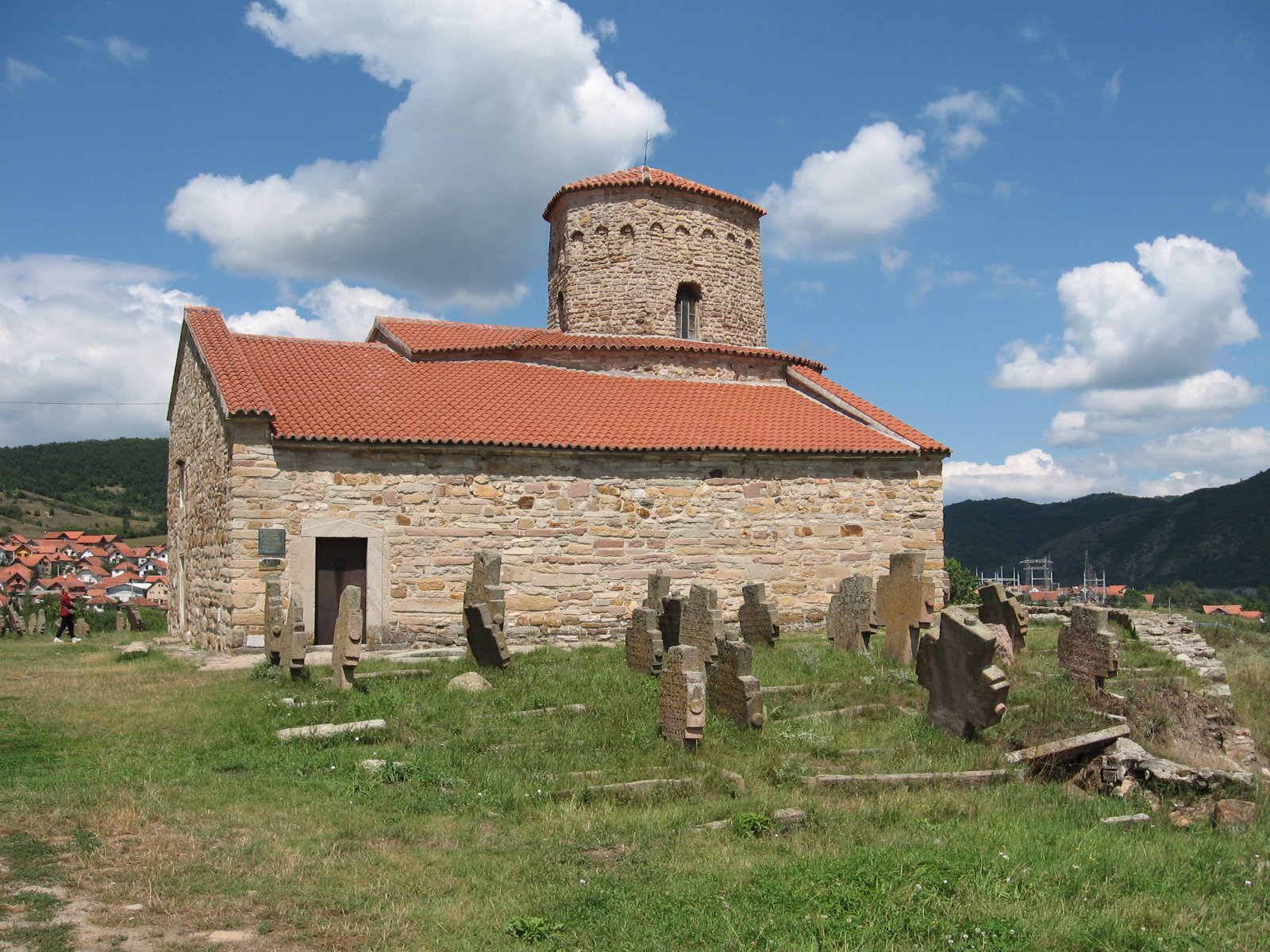
Церковь Святых Апостолов Петра и Павла в Расе, древний центр Рашской епархии

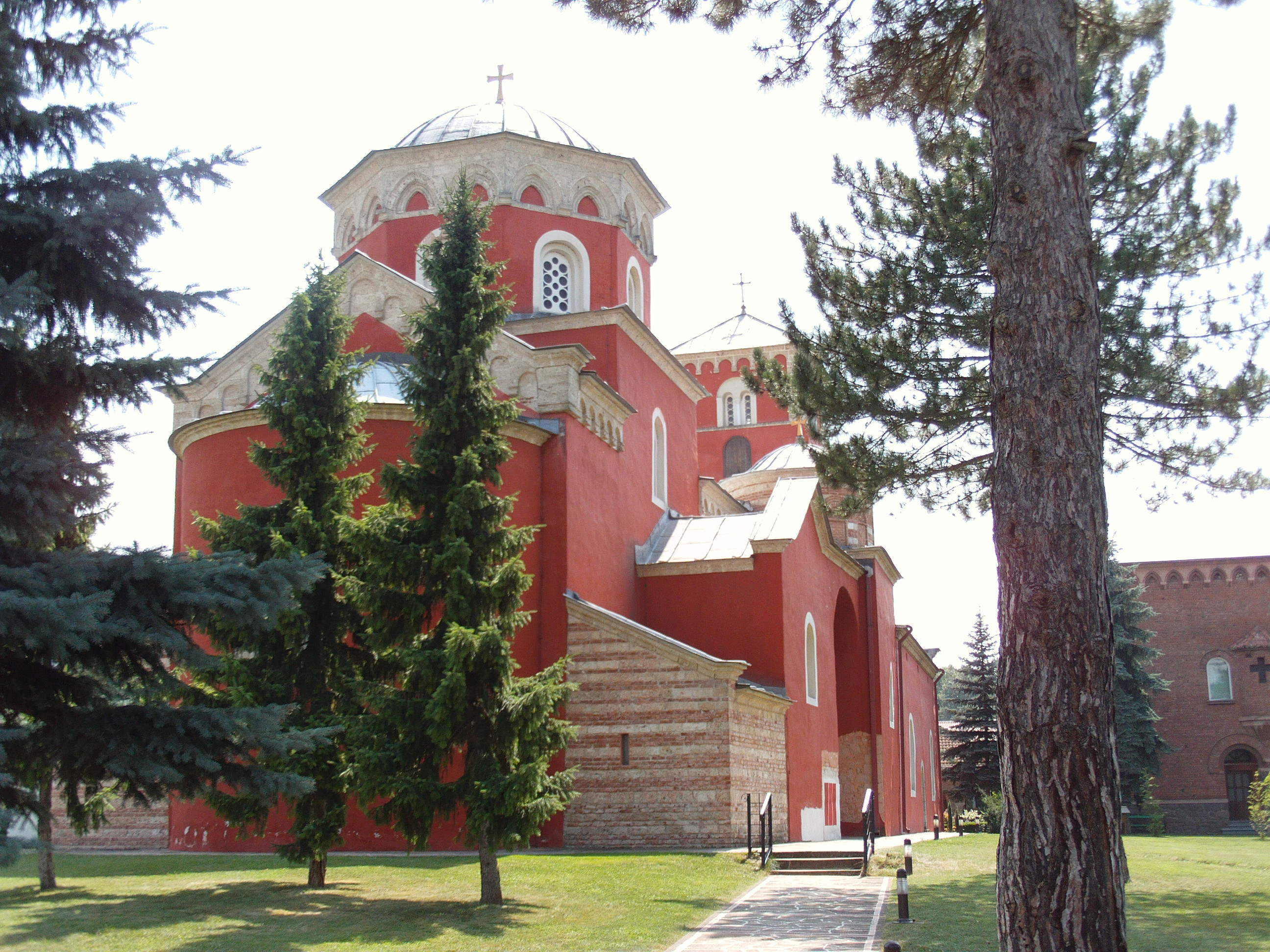
Сербский православный монастырь Жича, первый престольный монастырь Жичкого архиепископства

В ходе иммиграции в Юго-Восточную Европу в течение VI—VII веков политеистические южнославянские племена столкнулись с остатками раннехристианского наследия в разоренных позднеримских (ранневизантийских) провинциях. Процесс христианизации южных славян происходил постепенно и проходил в несколько этапов. Крещение сербов началось в VII и VIII веках и в основном завершилось к IX—X векам.
С момента прибытия на Балканский полуостров сербы подвергались сильному влиянию христианства. Христианизация была чрезвычайно длительным процессом — христианство становилось основной религией сербских племён с VII и по вторую половину IX века.
Изучение этого вопроса сопряжено с одной большой проблемой — отсутствием источников. Основные и практически единственные ресурсы, раскрывающие хоть как-то этот вопрос, следующие: «Об управлении империей», «Панегирик Василию I» и «Тактика Льва» за авторством византийского императора Льва VI. «Об управлении империей», произведение Константина VII Багрянородного, считается чрезвычайно важной работой, источником для изучения истории переселения сербов на Балканский полуостров. Помимо этих источников, также важны три письма, свидетельствующие и дающие самую основную информацию о сербах и их крещении в этот период. Это письмо папы римского Агафона императору Константину IV 680 года, письмо папы Иоанна X 873 года, адресованное далматинскому епископу, и письмо папы Иоанна VIII сербскому князю Мутимиру.
Придя на Балканский полуостров, сербы были язычниками. Они верили в своих богов, и только с VI века можно говорить о начале христианизации сербов и других славян под влиянием Византии. Представители сербского народа, которые приняли христианство раньше других, в основном были теми, кто перешёл на службу Византии или жил под властью Римской империи. Христианизация основной части сербов происходила позже, в VIII веке.
Согласно данным, оставленным Константином VII, император Ираклий I поселил сербов на территории, которую ранее опустошили авары, а затем крестил поселенцев, привезя священников из Рима. Это не оставило глубокого следа в истории народа, поэтому можно утверждать, что, вероятно, некоторые сербы были официально крещены римскими священниками в VI веке, но они не приняли христианство искренне и навсегда, многие вернулись к язычеству. Так закончилась первая попытка христианизации сербов.
О массовом крещении можно говорить только после крещения знатных семей. Как уже говорилось, первая информация о том, что какой-то жупан сербов принял христианство, относится к первой половине IX века. Окончательное крещение произошло во время правления Мутимира и его братьев во второй половине IX века. Тогда впервые появляются христианские имена у знатных сербов, а именно у потомков князя Мутимира: Петар Гойникович и Стефан Мутимирович.
Крещение произошло когда Кирилл и Мефодий с благословения константинопольского патриарха Фотия I в 862 году прибыл в Великую Моравию с миссией крестить сербов. Они со своими учениками перевели религиозные книги, чтобы сблизить сербов и христианство и облегчить процесс крещения. Болгарский князь Борис I начал вторжение на сербские земли около 864 года, будучи крещёным, и встреча с ним убедила сербских правителей сделать то же самое. По словам Константина VII, сербы прислали послов, прося Василия I крестить им некрещёные мечи, и император удовлетворил просьбу, отправив своего посла со священниками, чтобы крестить всех некрещёных. Об успехах крещения правящей семьи говорит и письмо папы римского Иоанна VIII князю Мутимиру, в котором он обращается к нему как к христианину.
Акт крещения в Сербии произошёл, когда Мутимир и его братья решили заключить соглашение с Василием I. Император просил их принять веру во Христа и послал священников для совершения торжественного крещения. Сербские правители приглашали своих подданных прийти на берег реки и окончательно креститься в её воде, а те, кто откажется от этого приглашения и останутся верны своим старым богам, будут считаться врагами княжества.

## Сербское архиепископство (1219—1346)

Сербский монастырь Грачаница первой половины XIV века

До образования сербской Печской архиепископии территории, на которых проживали сербы, относились к нескольким епархиям, не образующих единой общности: Сирмийская митрополия, Салонская архиепископия, архиепископия Юстинианы Примы, Аквилейский патриархат и Охридское архиепископство, в котором было три епархии (Рашка, Липлянская и Призренская) с епископами-греками.
В XII веке Стефану Немане удалось объединить большую часть тогдашних сербских территорий. Для этого периода сербской православной истории чрезвычайно важна личность святого Саввы, жившего в то время. Третьего сына Стефана Немани, рождённого приблизительно в 1169 году, назвали Растко. С юных лет Растко проявлял явное стремление к знаниям и любовь к христианству. В 16 лет, вопреки желанию своих родителей, он отправился на Святую Гору, где принял монашество под именем Савва. Примеру своего самого известного сына позже последовал его стареющий отец Стефан Неманя, который тоже стал монахом Симеоном. На Святой Горе в 1198 году был воссоздан монастырь Хиландар. Для примирения своих братьев и чтобы оставить тело своего отца в Студенице, Савва в 1208 году, восстановить[неизвестный термин] его в России. Этот период пребывания святого Саввы считается самым плодотворным, с того периода происходят все истории, которые до сих пор рассказывают о нем. Он ходил по сербским городам, учил людей православию, шил грамотности и благочестия. До появления Святого Саввы Сербия находилась под юрисдикцией Охридского архиепископства. Святой Савва решил подготовить священников, монахов и епископов и полностью обрести независимость церкви в Сербии.
В 1217 году Савва снова покидает Сербию и впитывается в монастырь Хиландар. Оттуда он с сопровождением отправляется в Никею, где находился византийский император Феодор Ласкарис и Константинопольский патриарх Манойло Сарантена. Святой Савва умоляет их об самостоятельности Сербской Церкви. Его ходатайство было принято, и Сава был рукоположен (рукоположен) в Никее в качестве архиепископа — главы Церкви в Сербии, и он принял титул «архиепископ сербских и прибрежных земель». После этого Сава возвращается в Сербию. В дополнение к уже существующим трем епархиям Сава основывает еще восемь епископств (Жичка, Зетска, Хвостаньска, Хумска, Топличка, Моравица, Будимлян и Бобрска). Штаб каждого находился в монастыре, а монастырь Жича был объявлен резиденцией архиепископства. Конечно, такое большое предприятие не могло пройти без каких-либо трудностей. Так что против этого выступила Охридская архиепископия с Дмитрием Хомитианом во главе, который направил Святому Саве письмо протеста. Однако это письмо не имело большого значения для выживания и развития сербского архиепископства.
Преемники святого Саввы продолжат работу по укреплению церковной организации, и немалую роль в этом сыграли члены правящей династии Неманичей, которые возводили монастыри—пожертвования и щедро наделяли их землей с людьми и иммунными правами. Каждый из неманичских царей построил один или несколько монастырей. Самым важным из них был монастырь Хиландар на Святой Горе, основанный Стефаном Неманьей и отреставрированный и дополненный королем Милутином.
Обретение церковью независимости проявилось в идейном плане в культе Стефана Неманья-святого Симеона Мироточивого, который был провозглашен святым и отмечался в биографиях, написанных его сыновьями Савой и Стефаном. Позже к культу Симеона Мироточиви присоединился культ Святого Саввы, который также был провозглашен святым

## Первый Печский патриархат (1346—1463)

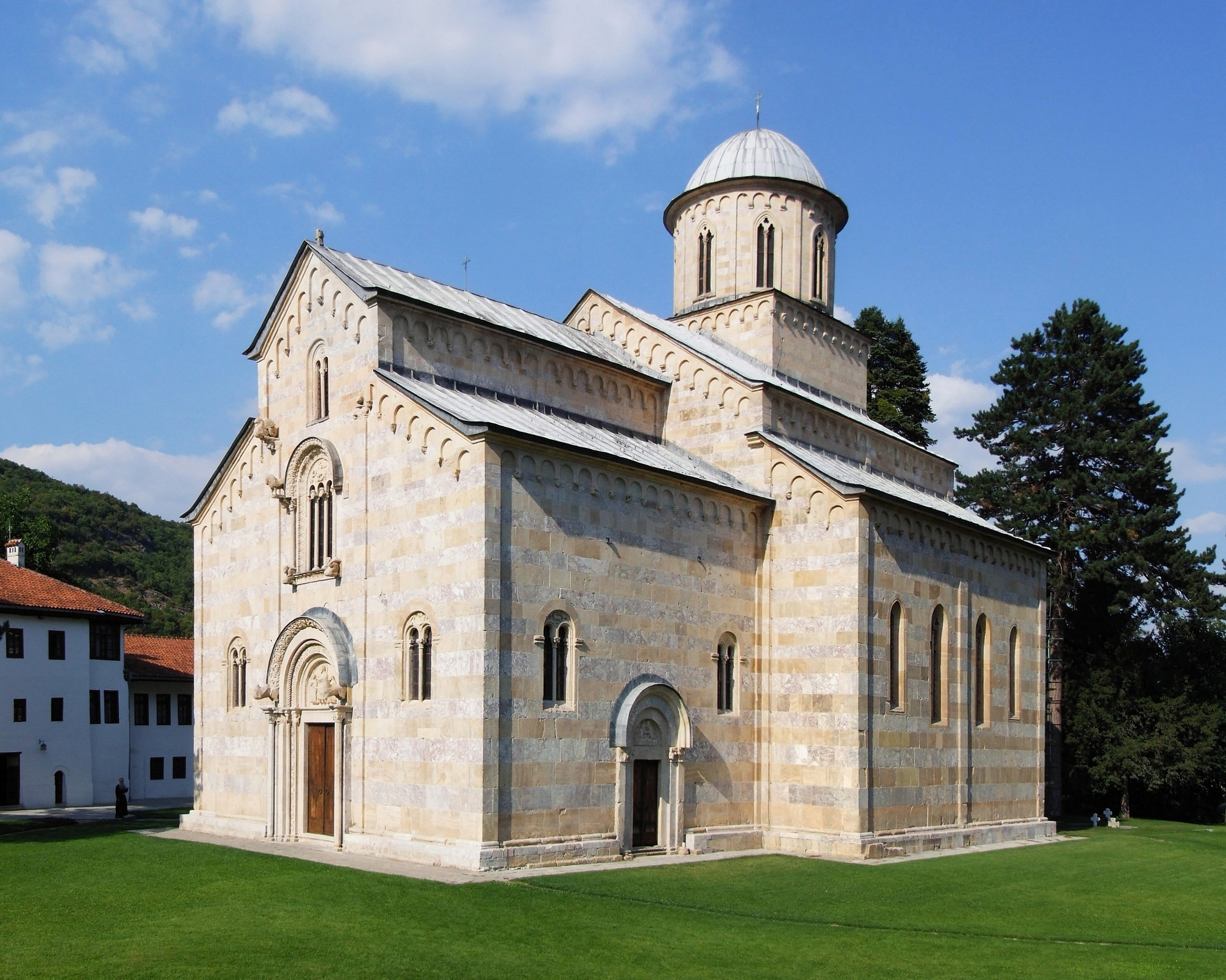
Сербский монастырь Высокие Дечаны первой половины XIV века

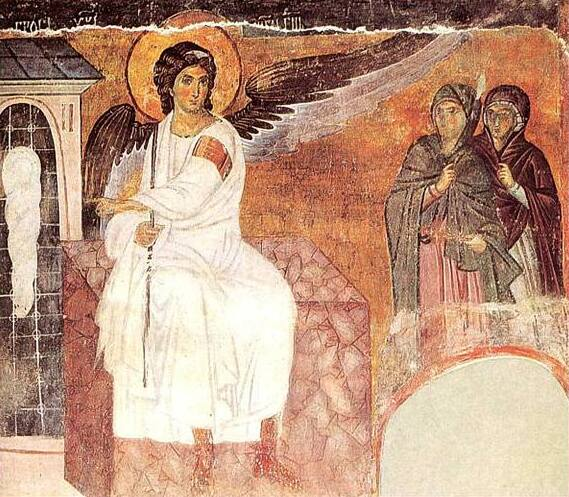
Белый ангел Милешевского, высшее произведение сербской средневековой церковной живописи

В развитии Сербской церкви новый период начинается с создания Сербской империи во время правления короля, а затем императора Стефана Душана, а также Драгутина, Милутина и Стефана Дечанского. В рамках подготовки к императорской коронации в 1346 году было совершено возведение Сербской Церкви в ранг патриархата в присутствии Болгарского патриарха, Охридского архиепископа, сербских епископов и афонских монахов. Византия была ослаблена, что было в пользу Душана, у которого была идея для плана заменить его сербо-византийскую ослабленную Византию. Он считал себя императором сербов и греков, и для того, чтобы это видение имело легитимность, архиепископство должно было быть возведено в степень патриархата. Это произошло в праздник Цветения в 1346 году. год в Скопье. На Соборе архиепископия была провозглашена патриархатом, а первым Сербским патриархом был Иоаникий I. Он носил титул «Патриарх сербских и морских стран». Семь дней спустя на Пасху Патриарх короновал Душана императором, а его сына-королем. Зетская, Призренская, Скопанская и Рашская епископства были возведены на уровень митрополии. Первая ступень была Скопской, как царь там и был коронован. Охридское архиепископство занимало почетное место сразу после Сербского патриархата.
Сербский патриархат после 1346 года расширил свою юрисдикцию до завоеванных областей (Македония, Фессалия, Эпир), Константинопольский патриарх Каллист I (1350—1353) решил отреагировать на это, вынеся официальное осуждение в виде отлучения от Церкви сербского правителя, сербского патриарха и других сербских архиереев за присвоение императорского титула и патриаршего достоинства, то есть за присвоение церковной юрисдикции над епархиями Константинопольского патриархата в недавно завоёванных областях. Это привело к церковному расколу. Примирения с Константинопольским патриархатом попытался добиться ещё царь Душан, однако внезапная смерть помешала этому. В 1364 году патриарх Каллист был отправлен в Сер к монахине Елисавете, чтобы работать над примирением двух патриархатов, поскольку угроза турок угрожала как Сербии, так и Византии. Каллист умер во время миссии и был похоронен теми, на кого он наложил проклятие. Было достигнуто частичное примирение с частью сербского государства, которым правил Деспот Углеша Мрнявчевич (он правил в районе Сера). Идея окончательного примирения исходила от святогорских монахов, которые жили вместе и вместе подчеркивали друг друга. Делегация монахов с сербским монахом старцем Исаией и иеромонах Никодимом (Грчичем) во главе прибыла сначала в Сербию с князем Лазарем и патриархом Савой IV, а затем в 1375 году. все. отправил его в Константинополь. Переговоры прошли успешно, было принято письменное решение, признавшее каноничность Сербского патриархата, устраняя тем самым взаимный раскол. В Сербию были отправлены два представителя Константинопольского патриархата, которые служили Святой литургии в Призренском монастыре Святого Архангела с сербским духовенством. Таким образом, анафема (проклятие) была снята, и Церкви помирились
С османскими вторжениями наступают тяжелые времена для Сербского патриархата. Из-за турецких завоеваний, когда государственный центр тяжести смещается на север, смещаются и церковные центры. В 15 веке упоминаются белградская и Смедеревская митрополии. Монастырские центры также перемещаются на север. Монастыри, построенные князем Лазарем и его преемниками, находятся в Поморавле и Дунае. От этого времени сохранилось мало исторического материала, на основании которого можно было бы проследить более глубокие последствия турецких завоеваний для Сербской Церкви. Примечательно только то, что многие средневековые сербские монастыри были заброшены или даже утеряны.
Опасность турок возрастала, и после смерти императора Душана не было могущественной фигуры, которая могла бы возглавить сербское государство и сохранить великое царство, оставленное Душаном. Одно из первых крупных и значительных сербских поражений перед турками произошло в 1371 году. в Марице, где погибли братья Мрнявчевичи, Король Вукашин и деспот Углеша. Урош умер в конце того же года. Большая часть сербских земель была объединена князем Лазаром Хребельяновичем. 28/15 июнь 1389 года на Косовском поле (Газиместан под Грачаницей) произошла Косовская битва. Сербы с князем Лазарем с честью потерпели поражение. В этой битве не все сербские земли были покорены, но Сербия стала вассальной по отношению к Турции. Вот почему битва за Косово является важной вехой как в сербской, так и в православной истории. В это время в источниках упоминаются два сербских патриарха, Спиридон и Ефрем. Князя Лазаря сменил его сын Стефан Лазаревич. Он получил титул деспота, а после битвы при Ангоре в 1402 году Сербия перестала быть вассальной. Манасия, задужбина Стефана, стала духовным центром деспотата. Одним из последних сербских деспотов перед окончательным падением в Турецкое рабство был деспот Джурадж Бранкович. Он пытался предпринять союз с католиками, которые дали обещания, что они будут в военном отношении помощи в борьбе с турками. Поскольку монастыри Печ и Жича уже находились под властью турок, центр патриархата был перенесён в Смедерево как последнюю свободную территорию.

## Правовой статус Сербской православной церкви в средние века
Когда дело дошло до правового положения Сербской Церкви и ее отношений с государством в Средние века, она была статусом in statu, то есть государством в государстве. Это означает, что у церкви было собственное законодательство, управление и судебная власть. Правителям не разрешалось вмешиваться в догматические вопросы, избрание и постановление епископов. Церковный суд над священниками (клириками) заботился о больных, нищих, нищих, вдовах и сиротах, и автоматически только церковный суд мог судить их. 13 членов Кодекса Душана связаны с церковью; некоторые из членов относятся к: обязанность церковного брака, право епископа наказывать верующих, борьба с ересью и т. д. Церковные владения не могли быть конфискованы, потому что они имели статус правовой собственности на земле, и это было гарантировано правителем. Кроме того, церковная земля также имела экономический иммунитет, что означало, что люди, которые ее обрабатывали, были освобождены от уплаты налогов и бремени государству. Помимо экономического, Сербская Церковь в Средние века пользовалась административным и судебным иммунитетом. Значение Сербской православной церкви в Средние века огромно, поскольку церковь заботилась о бедных, принимала государственные решения и была тесно связана с правителями. Церкви и монастыри были освобождены как от военных действий, так и от оплаты сочных. Церковь имела очень развитую каритативную деятельность, она оказывала помощь бедным и бессильным. Она давала им еду, одежду, обувь и укрытие. Она поощряла давать милостыню и оказывать помощь. Церковь оказала сильное влияние на государственные дела за пределами церковной сферы. Это наиболее заметно в праве церковных сановников участвовать в работе Государственного собора и активно действовать при принятии наиболее важных политических решений. Высшее духовенство имело право вмешиваться в пользу бедных и несправедливо преследуемых.

## Борьба за выживание (1463—1557)
До 1496 года вся территория юрисдикции Сербского Патриархата находилась в пределах Османской империи. Отношение турецкого правительства к христианам имело общую основу в Коране (зима), но определяло и изменяло политику в отношении отдельных христианских церквей в соответствии с развитием политических обстоятельств на его государственной территории и в сфере его интересов.
Сербская Церковь разделяет судьбу угнетенного сербского рая. Монастыри, как и рай, имели различные обязательства перед турецкими феодалами и султаном. Основными формами государственных повинностей были солдаты, поземельный и подоходный налог, затем различные налоги, которые турки нашли в завоеванных странах (налог на овец, пастбища, колодцы), и чрезвычайные налоги, такие как военные налоги.
Чтобы облегчить управление покоренными христианскими народами, султаны оставили христианским церквам религиозное самоуправление, но в то же время возложили новые обязанности на церковную иерархию. Церковные лидеры также становятся национальными лидерами — этническими группами. Основной функцией этнарха был сбор налогов, предназначенных для султана и центральных органов империи.
В первый период турецкого владычества положение угнетенного рая не было слишком невыносимым, но со временем насилие турецких феодалов над раем и государства над церковью усилилось. Из всех обязанностей раджи самой трудной было взятие детей и отведение их в янычары. В народе это называлось «налогом крови».
Сербская Церковь разделяет судьбу своего народа, и со временем внутри Сербской Церкви происходит дезорганизация. Таким образом, сербская иерархия все чаще заменяется греческими епископами, находящимися в юрисдикции Охридского архиепископства. К 1930-м годам Охридское архиепископство сумело распространить свою юрисдикцию на многие епархии Сербской Церкви.

## Второй Печский патриархат (1557—1766)
В общем периоде дезорганизации при турецком правлении был небольшой перерыв, а то и оживление при великом визире Мехмед-паше Соколовиче (визирь в 1555—1579 годах), который был сербского происхождения. При этих обстоятельствах Макарий, брат Мехмед-паши, получил берат, которым султан назначил его первым патриархом восстановленного Печского патриархата (патриарх в 1557—1571 годах; умер в 1574). Сербская православная церковь под властью Османской империи получила такие же права и привилегии, какие были у Константинопольского патриархата.

## Существование провинциальных церквей (1766—1920)
До объединения на территории, заселённой сербами, было семь полностью независимых или зависимых от иностранных структур сербских церковных округов:
- Карловацкая патриархия (с 7 епархиями), включавшая православных сербов Венгрии, Хорватии и Славонии, возникла после Великого переселения народов в 1690 году. Название Карловацкая митрополия появляется после 1713 года, когда резиденция митрополита была перенесена в город Сремски-Карловци. История Карловацкой митрополии представляет собой борьбу сербов за сохранение православия и за выживание как народа в большом австрийском государстве. В этом особо значимы митрополит Павел (Ненадович) (1749—1768), а затем митрополит Стефан (Стратимирович) (1790—1836). Сербы в Австро-Венгерской монархии пережили эту империю и как народ, и как церковь.
- Черногорская митрополия (3 епархии) располагалась на территории одноимённого государства. Османы так и не смогли завоевать полностью сербские племена на холмах Черногории. В 1712 году в битве у Царева Лаза турецкие войска потерпели поражение, и с тех пор началась фактическая независимость Черногории от Османской империи и финансовая зависимость от России, которая оказывала помощь как в экономическом, так и в политическом планах. Черногорское государство расширилось после войн 1876 и 1878 годов. В Черногории была создана ещё одна епархия — Захумско-Рашская, а после Балканской войны в 1913 году была восстановлена Печская епархия. Черногория, как и Сербия, получила полную независимость на Берлинском конгрессе в 1878 году.
- Сербская церковь в Далмации и Которском заливе (2 епархии). После Карловицкого мира 1699 года и Пожаревацкого мира 1718 года Далмация перешла под власть Венецианской республики от Османской империи. Интересно, что далматинские сербы в 1750 году, не заботясь о венецианских запретах, самостоятельно выбрали себе епископа. Наполеон I завоевал Далмацию в начале XIX века, присоединив её к своей империи. Только в 1810 году у сербов появился первый епископ. В 1828 году далматинская церковь перешла под юрисдикцию Карловацкой патриархии. В 1867 году произошёл раздел между Австрией и Венгрией. Согласно ему сербские Далматско-Истрийская и Боко-Которская епархии попали под юрисдикцию румыно-русинской Буковинской митрополии в 1874 году и это положение сохранялось до распада Австро-Венгрии в 1918 году и объединения Сербской церкви.
- Церковь в Боснии и Герцеговине (4 епархии). После упразднения Печского патриархата эта часть церкви находилась в ведении Константинопольского патриархата до австрийской оккупации в 1878 году. Епископы были греками-фанариотами. Положение православных в Боснии и Герцеговине было крайне тяжелым, хотя в епархиях и были сербы, они всё же находилась под верховной властью Константинополя.
- Белградская архиепископия (5 епархий) отделилась от греков-фанариотов в 1830 году, когда Сербия стала самоуправляемым княжеством, и обрело полную независимость от Константинопольского патриархата в 1879 году после провозглашения полной независимости от Османской империи. В сентябре 1831 года Константинопольский патриарх Константий I предоставил Сербской церкви в лице Белградской архиепископии автономию. Князь и сами люди избирали митрополитов и епископов, а епископ Белградский получал титул архиепископа Белградского и митрополита всея Сербии.
- Старая Сербия и Македония (6 епархий). Эта территория находилась под властью Османской империи и Константинопольского патриархата. Район восточной Сербии (Ниш, Пирот и Вране) стал частью Сербского государства лишь в 1878 году. В результате церковные структуры в этом районе перешли под юрисдикцию Сербской архиепископии. Однако Южная Сербия и Повардарье всё ещё ждали национальной, сербской иерархии. В 1912—1913 и 1919 годах соответственно греческие и болгарские епископы покинули епархии на этой территории, а церковные структуры в Старой Сербии и Македонии вошли в состав Белградской архиепископии.
- Сербские приходы в Северной Америке. В 1894 году был построен первый сербский православный храм в Новом Свете. Сначала православные сербы признали власть Северо-Американской епархии Русской православной церкви с центром в Нью-Йорке. Но уже в 1923 году в Чикаго была создана особая Сербская епархия, подчинённая сербскому патриарху в Белграде, которая в 1926 года получила своего епископа.

## От объединения провинциальных церквей (1920 г.) до наших дней

### Объединение и учреждение Сербского Патриархата
Первая мировая война закончилась в 1918 году. На развалинах Австро-Венгрии и европейской части Османской Турции возникли новые государства. В том числе было создано Королевство сербов, хорватов и словенцев.
Соблюдены все условия для возобновления бывшего Печского патриархата, упраздненного в 1766 году. Новое государственное правительство во главе с королем Петром I дало своё согласие, и Сербская Церковь обратилась к Константинопольскому Патриархату как к матери-церкви и ознакомила его с новыми обстоятельствами, Константинопольский Патриархат это одобрил, издал соответствующий томос. Затем в Сремских Карловцах состоялся Архиерейский собор, на котором было принято решение о возведении Сербской Церкви в ранг патриархии.

### Спор между Караджорджевичем и Петровичем
После освобождения Печи (1912 г.) и присоединения Черногории король Никола создал Печскую епархию, подчинив её черногорскому митрополиту Цетиньскому. Такое унижение бывшего сербского патриаршего центра находилось в полном противоречии с более ранними заявлениями самого короля Николы о необходимости обновления сербского патриаршества в Печи. Хотя у него тогда была возможность достичь этой высокой цели, старый черногорский правитель упустил эту возможность по своей вине. Только когда он потерял из-за такой политики и корону, и государство, он попытался вернуться к своим первоначальным идеям в изгнании, выступив против того, как было осуществлено сербское церковное объединение в 1920 году. Возник спор о том, кто является главным наследником исторического права на престол Всесербского Патриарха. В изгнании король Никола жаловался, что Белград возводит Карловацкую митрополию в ранг Всесербского Патриархата, отнимая право Печи, которому она исторически принадлежала. Хотя устремления Николы были политическими, как и стремления сербских властей, история не уважалась, и центр восстановленной сербской церкви находился уже не в Пежском Патриархате, а в Белграде. Однако инициатором такой политики был король Никола, который в 1912 году не уважал историческое первенство Печи, отдавая предпочтение Цетине.

### XX и XXI века
Перед Второй мировой войной в Королевстве Югославии насчитывалось около восьми миллионов православных, более 4000 храмов (включая часовни), около двух с половиной тысяч священников, около 250 монастырей с примерно 500 монахами и 450 монахинями (включая послушников и послушниц).
После окончания Второй мировой войны Сербской церкви не был возмещен ущерб, причиненный войной. Коммунисты отделили церковь от государства, отняли у нее около 70 000 га земли и 1 180 зданий, которые стоили восемь миллиардов динаров. Во время Второй мировой войны Сербская Церковь и её патриарх Гавриил (1937—1950) понесли самые большие потери и страдания за всю свою историю.
В 1963 году когда Новограчаницкая митрополия была отделена от Сербской Православной Церкви и провозглашена Свободной Сербской Православной Церковью. Этот раскол был преодолен в 1992 году действиями Патриарха Павла. В 1969 году аналогичным образом от Сербского Патриархата отделилась самопровозглашенная Македонская православная церковь. Поскольку попытка преодолеть раскол в 2002 году с помощью Нишского соглашения не удалась, Сербский Патриархат в том же году предоставил автономию Охридскому архиепископству, и сегодня оно является неотъемлемой частью Сербской Православной Церкви.
Распад Югославии и война на территории Боснии и Герцеговины (1992—1995 гг.) и в сербских регионах принесли много зла как народу, так и Церкви. Большинство епархий в западных сербских странах были в значительной степени заброшены во время войны, люди были перемещены, а церкви и монастыри разрушены.